# 브라간사가
브라간사 왕가(포르투갈어: Casa de Bragança)는 포르투갈의 아비스 왕가에서 갈라져나온 가문으로 원래는 대귀족인 공작 가문이었다. 1580년에 포르투갈이 스페인에 병합되었다가 1640년에 스페인으로부터 독립할 때, 8대 브라간사 공작 주앙이 포르투갈의 국왕 주앙 4세로 추대되며 왕가의 지위를 얻었고, 그 이후로 계속 포르투갈 국왕을 배출해냈다. 1822년에 브라질 제국이 평화적으로 독립하자, 브라질 황제를 배출하기도 했다. 
1889년에 브라질의 제정이 폐지되어 페드루 2세가 망명하였고, 1910년 혁명으로 포르투갈이 공화국으로 전환되자 포르투갈의 마지막 군주 마누엘 2세가 퇴위하면서 왕가로서의 명맥은 단절되었다.

## 브라간사 왕가의 통치자

### 브라간사 공작
- 아폰수 1세 드 브라간사 공작
- 페르난두 1세 드 브라간사 공작
- 페드난두 2세 드 브라간사 공작
- 자이메 드 브라간사 공작
- 테오도지오 1세 드 브라간사 공작
- 주앙 1세 드 브라간사 공작
- 테오도지오 2세 드 브라간사 공작
- 주앙 2세 드 브라간사 공작

### 포르투갈 왕
- 포르투갈의 주앙 4세 : 1640년에 포르투갈의 왕으로 추대됨.
- 포르투갈의 아폰수 6세 - 브라간사 공작으로서는 아폰수 2세
- 포르투갈의 페드루 2세
- 포르투갈의 주앙 5세
- 포르투갈의 주제
- 포르투갈의 마리아 1세
- 포르투갈의 페드루 3세
- 포르투갈의 주앙 6세
- 브라질의 페드루 1세
- 포르투갈의 미겔
- 포르투갈의 마리아 2세

이후의 군주는 브라간사사셰코부르구고다가로 이어진다.
- 페드루 5세
- 루이스 1세
- 카를루스 1세
- 마누엘 2세 : 1910년 혁명으로 포르투갈이 공화국으로 전환되어 퇴위, 왕조로서 명맥이 단절된다.

### 브라질 황제
- 브라질의 페드루 1세 : 1822년에 브라질을 포르투갈로부터 독립시키며 황제에 즉위했다.
- 브라질의 페드루 2세 : 1889년 제정이 폐지되어 마지막 군주가 되었다.

## 같이 보기
- 포르투갈 국왕